# Matt Serra
Matthew John Serra, detto Matt (East Meadow, 2 giugno 1974), è un ex lottatore di arti marziali miste statunitense.
È stato campione dei pesi welter UFC tra il 2007 e il 2008, vincendo la cintura contro Georges St-Pierre (vittoria giudicata "Upset del decennio" dalla rivista Sports Illustrated) e perdendola nel successivo rematch tra i due; ha anche vinto il torneo dei pesi welter della quarta stagione del reality show The Ultimate Fighter, facendo poi da allenatore durante la sesta.
Nel submission grappling può vantare un secondo posto nella prestigiosa competizione ADCC Submission Wrestling World Championship nel 2001 nella categoria fino ai 77 kg.

## Biografia
Serra proviene da una famiglia italo-americana di origini Sarde; è sposato dal 2007 e ha due figlie. Dirige due scuole di Jiu jitsu brasiliano, a Levittown e Huntigton (nello stato di New York), ed è il co-conduttore del podcast ufficiale della UFC nonché del reality show di Dana White Looking for a Fight, in cui i due si recano ad assistere ai combattimenti dei prospetti più interessanti.
Ha iniziato a praticare arti marziali in tenera età, studiando dapprima il Wing Chun per poi passare nell'adolescenza alla lotta libera; negli anni novanta iniziò a praticare il BJJ con Renzo Gracie come maestro e il 23 maggio 2000 ottenne la cintura nera in questa disciplina, divenendo il primo statunitense a raggiungere tale traguardo sotto un Gracie.

## Carriera nella arti marziali miste
Dopo aver combattuto in varie promotion minori Serra approda alla UFC, dove mettere insieme un record di quattro vittorie e quattro sconfitte. In seguito partecipa alla quarta edizione del reality The Ultimate Fighter, sconfiggendo Pete Spratt e Shonie Carter e raggiungendo le finali; il 26 novembre 2006 sconfigge Chris Lytle, vincendo l'edizione del programma: questa vittoria gli fa guadagnare una title shot contro il campione Georges St-Pierre e un contratto da 100.000 dollari più altrettanti dagli sponsor.

### Campione dei pesi welter UFC
Serra combatté contro St-Pierre il 7 aprile 2007 a UFC 69 vincendo il titolo per KO tecnico al minuto 3:25 del primo round. Prima del match Serra era considerato nettamente sfavorito e di conseguenza questa fu una della più grandi sorprese della storia delle MMA.
In seguito Serra fu allenatore della sesta stagione di Ultimate Fighter, contrapposto al team di Matt Hughes; i due avrebbero dovuto affrontarsi a UFC 79, ma Serra subì un serio infortunio alla schiena costringendo la federazione a creare un titolo ad interim che St-Pierre vinse contro Hughes.

### Perdita del titolo
A UFC 83, il 19 aprile 2008, Serra combatté di nuovo contro St-Pierre per determinare l'indiscusso campione dei pesi welter nel primo pay-per-view di sempre della UFC tenutosi in Canada, al Bell Centre di Montréal. GSP vinse per KO tecnico all'inizio del secondo round strappando la cintura a Serra e diventando campione per la seconda volta.
Serra in seguitò patì una sconfitta unanime contro Matt Hughes a UFC 98 e dopo il match i due si abbracciarono segnando la fine della loro faida. A UFC 109 Serra tornò alla vittoria contro Frank Trigg per KO nel primo round, vincendo anche il premio Knockout of the Night. A UFC 119 Serra affrontò Chris Lytle il 25 settembre 2010 perdendo il match per decisione unanime.
Si ritirò ufficialmente nel 2013; nel 2018 viene introdotto nella UFC Hall of Fame.

## Risultati nelle arti marziali miste
Gli incontri segnati su sfondo grigio si riferiscono ad incontri di esibizione non ufficiali o comunque non validi per essere integrati nel record da professionista.
| Risultato | Record | Avversario        | Metodo                                    | Evento                          | Data              | Round | Tempo | Luogo                      | Note                                                                                  |
| --------- | ------ | ----------------- | ----------------------------------------- | ------------------------------- | ----------------- | ----- | ----- | -------------------------- | ------------------------------------------------------------------------------------- |
| Sconfitta | 11-7   | Chris Lytle       | Decisione (unanime)                       | UFC 119: Mir vs. Cro Cop        | 25 settembre 2010 | 3     | 5:00  | Indianapolis, Stati Uniti  |                                                                                       |
| Vittoria  | 11-6   | Frank Trigg       | KO Tecnico (pugni)                        | UFC 109: Relentless             | 6 febbraio 2010   | 1     | 2:23  | Las Vegas, Stati Uniti     | KO of the Night                                                                       |
| Sconfitta | 10-6   | Matt Hughes       | Decisione (unanime)                       | UFC 98: Evans vs. Machida       | 23 maggio 2009    | 3     | 5:00  | Las Vegas, Stati Uniti     | Fight of the Night                                                                    |
| Sconfitta | 10-5   | Georges St-Pierre | KO Tecnico (ginocchiate e pugni al corpo) | UFC 83: Serra vs St-Pierre 2    | 19 aprile 2008    | 2     | 4:45  | Montréal, Canada           | Perde il titolo dei pesi welter UFC                                                   |
| Vittoria  | 10-4   | Georges St-Pierre | KO Tecnico (Sottomissione ai pugni)       | UFC 69: Shootout                | 7 aprile 2007     | 1     | 3:25  | Houston, Stati Uniti       | Vince il titolo dei pesi welter UFC, KO of the Night                                  |
| Vittoria  | 9-4    | Chris Lytle       | Decisione (non unanime)                   | The Ultimate Fighter 4 Finale   | 11 novembre 2006  | 3     | 5:00  | Las Vegas, Stati Uniti     | Vince il torneo dei pesi welter TUF 4, eliminatoria per il titolo dei pesi welter UFC |
| Vittoria  | NU     | Shonie Carter     | Decisione (unanime)                       | The Ultimate Fighter 4          | 19 ottobre 2006   | 3     | 5:00  | Las Vegas, Stati Uniti     | Torneo dei pesi welter TUF 4, Semifinale                                              |
| Vittoria  | NU     | Pete Spratt       | Sottomissione (colpi)                     | The Ultimate Fighter 4          | 28 settembre 2006 | 1     | 3:26  | Las Vegas, Stati Uniti     | Torneo dei pesi welter TUF 4, Primo turno                                             |
| Sconfitta | 8-4    | Karo Parisyan     | Decisione (unanime)                       | UFC 53: This Time It's Personal | 4 giugno 2005     | 3     | 5:00  | Atlantic City, Stati Uniti | Ritorno ai pesi welter                                                                |
| Vittoria  | 8-3    | Ivan Menjivar     | Decisione (unanime)                       | UFC 48: Payback                 | 19 giugno 2004    | 3     | 5:00  | Las Vegas, Stati Uniti     |                                                                                       |
| Vittoria  | 7-3    | Jeff Curran       | Decisione (unanime)                       | UFC 46: Supernatural            | 31 gennaio 2004   | 3     | 5:00  | Las Vegas, Stati Uniti     |                                                                                       |
| Sconfitta | 6-3    | Din Thomas        | Decisione (non unanime)                   | UFC 41: Onslaught               | 28 febbraio 2003  | 3     | 5:00  | Atlantic City, Stati Uniti |                                                                                       |
| Sconfitta | 6-2    | B.J. Penn         | Decisione (unanime)                       | UFC 39: The Warriors Return     | 27 settembre 2002 | 3     | 5:00  | Uncasville, Stati Uniti    | Semifinale del torneo per il titolo dei pesi leggeri UFC                              |
| Vittoria  | 6-1    | Kelly Dullanty    | Sottomissione (triangolo)                 | UFC 36: Worlds Collide          | 22 marzo 2002     | 1     | 2:58  | Las Vegas, Stati Uniti     | Passa ai pesi leggeri                                                                 |
| Vittoria  | 5-1    | Yves Edwards      | Decisione (maggioranza)                   | UFC 33: Victory in Vegas        | 28 settembre 2001 | 3     | 5:00  | Las Vegas, Stati Uniti     |                                                                                       |
| Sconfitta | 4-1    | Shonie Carter     | KO (pugno girato)                         | UFC 31: Locked and Loaded       | 4 maggio 2001     | 3     | 4:51  | Atlantic City, Stati Uniti | Debutto in UFC                                                                        |
| Vittoria  | 4-0    | Greg Melisi       | Sottomissione (armbar)                    | Vengeance at the Vanderbilt 11  | 24 febbraio 2001  | 1     | 0:46  | Plainview, Stati Uniti     |                                                                                       |
| Vittoria  | 3-0    | Jeff Telvi        | Sottomissione (ghigliottina)              | Vengeance at the Vanderbilt 7   | 29 gennaio 2000   | 1     | 0:30  | Plainview, Stati Uniti     |                                                                                       |
| Vittoria  | 2-0    | Graham Lewis      | Sottomissione (armbar)                    | Vengeance at the Vanderbilt 6   | 21 agosto 1999    | 1     | 1:04  | Plainview, Stati Uniti     |                                                                                       |
| Vittoria  | 1-0    | Khamzat Vitaev    | Sottomissione (rear naked choke)          | Vengeance at the Vanderbilt 3   | 1º aprile 1999    | -     | -     | Plainview, Stati Uniti     |                                                                                       |